# Vieux-Pont (Orne)
Vieux-Pont – miejscowość i gmina we Francji, w regionie Normandia, w departamencie Orne.
Według danych na rok 1990 gminę zamieszkiwały 233 osoby, a gęstość zaludnienia wynosiła 24 osoby/km² (wśród 1815 gmin Dolnej Normandii Vieux-Pont plasuje się na 656. miejscu pod względem liczby ludności, natomiast pod względem powierzchni na miejscu 527.).